# Równanie różniczkowe Legendre’a
Równanie różniczkowe Legendre’a – liniowe równanie różniczkowe zwyczajne rzędu drugiego postaci:
{\displaystyle \left(1-x^{2}\right)y''-2xy'+n\left(n+1\right)y=0.}
Jednym z rozwiązań tego równania przy {\displaystyle n\in \mathbb {C} } są wielomiany Legendre’a (tzw. funkcje kuliste):
{\displaystyle P_{n}(x)={\frac {1}{2^{n}n!}}\cdot {\frac {d^{n}(x^{2}-1)^{n}}{dx^{n}}}.}